# 야마나시 일일 신문

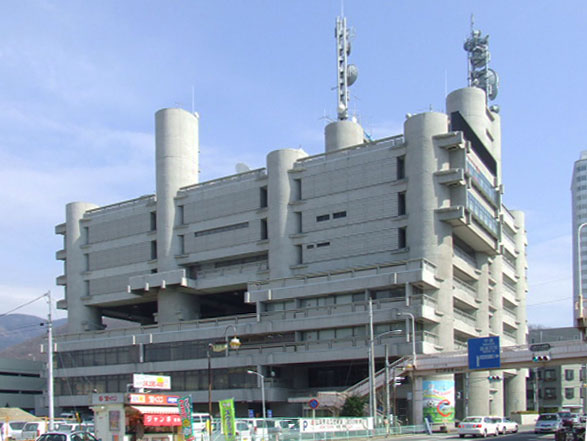

야마나시 일일 신문(일본어: 山梨日日新聞/やまなしにちにちしんぶん)은 야마나시현에서 발행되는 일간지이다. 1940년 현내에 있는 6개 지방지를 통합한 이래 점점 성장하여 현재 현내 구독률은 70%를 웃돌고 있다.